# آرتز-لو-ویویه
آرتز-لو-ویویه (به فرانسوی: Artaise-le-Vivier) یک کمون در فرانسه است که در canton of Raucourt-et-Flaba واقع شده‌است. آرتز-لو-ویویه ۸٫۴۷ کیلومتر مربع مساحت دارد ۲۰۵ متر بالاتر از سطح دریا واقع شده‌است.